# 올가 토카르추크
올가 나보야 토카르추크(폴란드어: Olga Nawoja Tokarczuk, 1962년 1월 29일~)는 폴란드의 작가, 활동가로, 그녀와 같은 세대에서 가장 비평적으로 찬사를 받고 상업적으로 성공한 작가 중 한 명이다.
2018년 소설 《방랑자들(Bieguni)》로 폴란드에서는 처음으로 국제 부커상을 수상했다. 2019년에 2018년 노벨 문학상을 수상했다.
토카르추크는 신화적인 문체로 유명하다. 바르샤바 대학교에서 심리학을 공부했으며, 시집과 소설, 산문집 등을 출판했다. 2008년, 소설 《방랑자들(Bieguni)》로 폴란드 최고의 문학상인 니케 문학상을 수상했다. 2015년 소설 《야쿠프의 이야기(Księgi jakubowe)》로 다시 니케 문학상을 수상했다.

## 저서
한국 출간 작품
- 《잃어버린 영혼》 (사계절) 2018년 10월 ISBN 979-11609440-2-0
- 《태고의 시간들》 (은행나무) 2019년 1월 ISBN 979-11888108-9-5
- 《방랑자들》 (민음사) 2019년 10월 ISBN 978-89374440-0-5

## 같이 보기
- 폴란드 문학